# 秦忠
秦忠（1967年—），江苏灌云人，汉族，中华人民共和国政治人物、第十二届全国人民代表大会新疆地区代表。
加入中国共产党。2013年，担任全国人大代表。